# Markus Prock
Markus Prock (ur. 22 czerwca 1964 w Innsbrucku) – austriacki saneczkarz, trzykrotny medalista olimpijski, wielokrotny medalista mistrzostw świata i Europy oraz wielokrotny zdobywca Pucharu świata.

## Kariera
Występował w latach 1981-2002, pierwszy sukces osiągając w 1987 roku, kiedy zdobył złoty medal w jedynkach podczas mistrzostw świata w Innsbrucku. W kolejnych latach zdobył jeszcze trzynaście medali na zawodach tego cyklu, w tym cztery medali złote (jedynki: Altenberg 1996, drużynowo: Altenberg 1996, Innsbruck 1997 i Königssee 1999), cztery srebrne (jedynki: Calgary 1990 i Innsbruck 1997; drużynowo: Winterberg 1991 i Calgary 1993) i pięć brązowych (jedynki: Winterberg 1991, Lillehammer 1995 i Calgary 2001, drużynowo: Lillehammer 1995 i Sankt Moritz 2000).
W 1984 roku wystartował na igrzyskach olimpijskich w Sarajewie, zajmując ósmą pozycję. Na rozgrywanych cztery lata później igrzyskach w Calgary był jedenasty, jednak podczas igrzysk olimpijskich w Albertville w 1992 roku wywalczył srebrny medal. W zawodach tych rozdzielił na podium Niemca Georga Hackla oraz swego rodaka, Markusa Schmidta. Wynik ten powtórzył na igrzyskach w Lillehammer w 1994 roku, ponownie przegrywając tylko z Hacklem. W 1998 roku był czwarty na igrzyskach w Nagano, przegrywając walkę o podium z Niemcem, Jensem Müllerem. Ostatni olimpijski medal zdobył podczas igrzysk w Salt Lake City w 2002 roku. Zajął tam trzecie miejsce, plasując się za Włochem Arminem Zöggelerem i Georgiem Hacklem.
Ponadto dziesięciokrotnie wygrywał Puchar Świata: w latach 1988, 1991–1997, 1999 oraz 2002. Łącznie 73 razy stawał na podium zawodów tego cyklu, z czego 33 razy zwyciężał. Na mistrzostwach europy wywalczył trzy złota i dwa srebra w jedynkach oraz brąz w drużynie mieszanej. Po sezonie 2002 zakończył sportową karierę.
W 1992 roku otrzymał Odznakę Honorową za Zasługi dla Republiki Austrii.
W 1997 roku założył agencję menadżerską. Pracował między innymi z Arminem Zöggelerem, Mario Stecherem i swym siostrzeńcem, Gregorem Schlierenzauerem.

## Osiągnięcia

### Igrzyska Olimpijskie
| Rok  | Miejsce |
| ---- | ------- |
| 1984 | 8.      |
| 1988 | 11.     |
| 1992 | 2.      |
| 1994 | 2.      |
| 1998 | 4.      |
| 2002 | 3.      |

### Puchar Świata

#### Miejsca w klasyfikacji generalnej
| Sezon     | Miejsce |
| --------- | ------- |
| 1987/1988 | 1.      |
| 1989/1990 | 2.      |
| 1990/1991 | 1.      |
| 1991/1992 | 1.      |
| 1992/1993 | 1.      |
| 1993/1994 | 1.      |
| 1994/1995 | 1.      |
| 1995/1996 | 1.      |
| 1996/1997 | 1.      |
| 1998/1999 | 1.      |
| 1999/2000 | 5.      |
| 2000/2001 | 3.      |
| 2001/2002 | 1.      |